# Pachybrachis petitpierrei
Pachybrachis petitpierrei es una especie de insecto coleóptero de la familia Chrysomelidae.
Fue descrita científicamente en 1976 por Daccordi.